# Megan Prescott
Megan Elizabeth "Meg" Prescott (ur. 4 czerwca 1991) – brytyjska aktorka, najlepiej znana z roli Katie Fitch w serialu dla młodzieży Kumple.

## Kariera
Choć Prescott zadebiutowała aktorsko w jednym z odcinków Doctors ("Dare, Double Dare, Truth"), to rozgłos dała jej rola Katie Fitch w 3 i 4 sezonie Kumpli. Ona i jej siostra odgrywały rolę bliźniaczek Katie i Emily Fitch. Zdjęcia do trzeciego sezonu Kumpli rozpoczęły się w lipcu 2008 roku. Ich role zostały powtórzone w 4 sezonie.
Jednak od niej i innych gwiazd Kumpli oczekuje się powtórzenia roli w nowym filmie. Zdjęcia do filmu rozpoczęły się we wrześniu 2010 roku. Film ma się ukazać pod koniec lata 2011 roku.
W stosunku do swojej pracy w Kumplach, Prescott pojawiła się jako korespondentka na otwartych przesłuchaniach do oficjalnego show "Skins Parties". oraz wielokrotnie pojawiała się wraz z obsadą na T4 On The Beach.
Po zakończeniu pracy w Kumplach Meg wyraziła, że obawia się o swoją przyszłość.
Wyraziła duże zainteresowanie udziałem w amerykańskiej telewizji Gotowych na wszystko, których jest fanką.
Na oficjalnym blogu jej siostry Kathryn pojawiła się informacja, że rodzeństwo podejmuje się gap year, aby zostać wolontariuszkami w azylu dla zwierząt w Malezji lub na Florydzie.
Prescott znalazła się na 68 miejscu najseksowniejszych kobiet w rankingu Hot 100 List na rok 2010 na AfterEllen. w 2011 roku Meg ponownie znalazła się na Hot 100 List na AfterEllen, tym razem znalazła się na 87 miejscu najseksowniejszych kobiet.

## Życie osobiste
Prescott urodziła się w Palmers Green w Londynie. Jest sześć minut młodsza od swojej siostry bliźniaczki Kathryn, która również jest aktorką. Meg ukończyła szkołę podstawową "Palmers Green High School", szkołę średnią "St. John's Senior School", a edukację zakończyła w Ashmole w "Sixth Form College". Również studiowała produkcję telewizyjną, w szczególności reżyserię (w uniwersytecie). Zanim zaczęła zawodowo zajmować się aktorstwem razem z siostrą uczęszczały na tygodniowe lekcje aktorstwa, gdzie poznały się z Lily Loveless, z którą ostatecznie razem grały w Kumplach.
Na Myspace Meg stwierdziła, że gra na perkusji. Ma różnorodny gusta muzyczne, które obejmują Cyndi Lauper, Weezer i Kim Carnes.
Meg jest reprezentowana przez Matta Wyntera z Insanity Artists Management w Wielkiej Brytanii.

## Filmografia
| Rok       | Tytuł         | Rola                      | Notka                               |
| --------- | ------------- | ------------------------- | ----------------------------------- |
| 2008      | Doctors       | Charlotte "Cookie" Wilcox | Odcinek: "Dare, Double Dare, Truth" |
| 2009–2010 | Kumple        | Kate Fitch                | Należała do głównej obsady.         |
| 2011      | Kumple (film) | Kate Fitch                | Główna rola                         |